# Tyulen'i Islands
Tyulen'i Islands är en ö i Antarktis. Den ligger i havet utanför Östantarktis. Australien gör anspråk på området.